# ويليام يوجين دراموند
ويليام يوجين دراموند (بالإنجليزية: William Eugene Drummond)‏ هو مهندس معماري أمريكي، ولد في 28 مارس 1876 في نيوآرك في الولايات المتحدة، وتوفي في 13 سبتمبر 1946.

## معرض صور

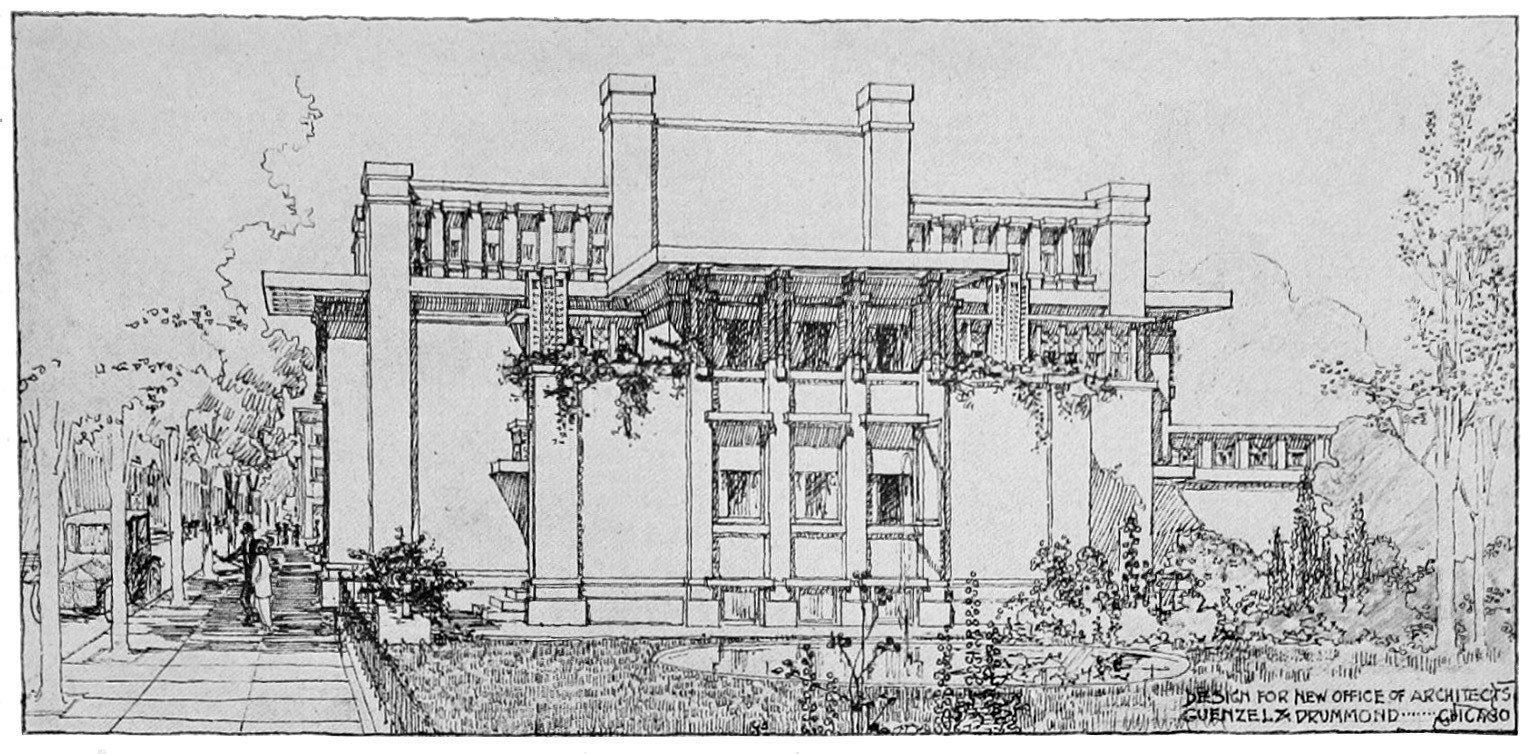
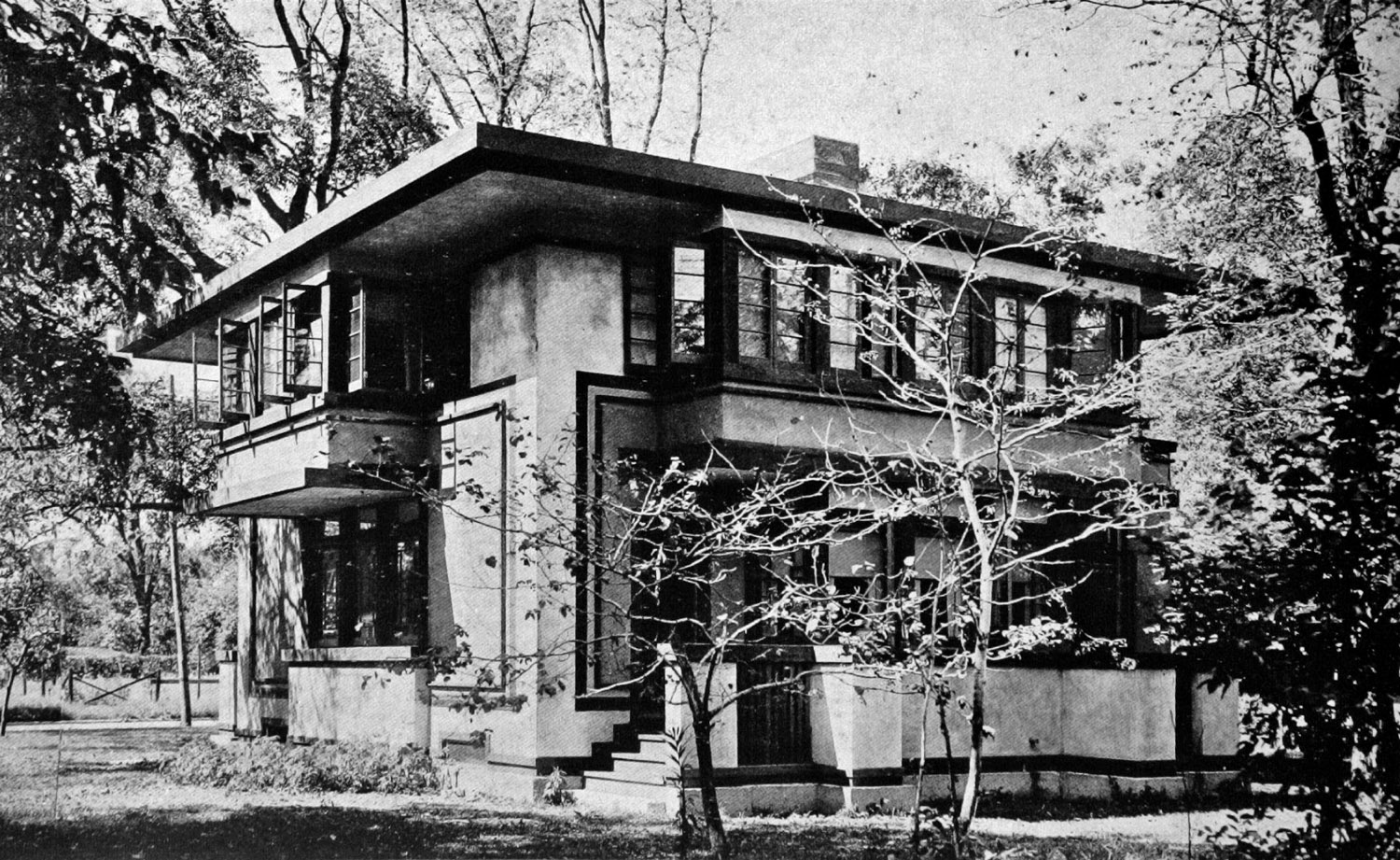
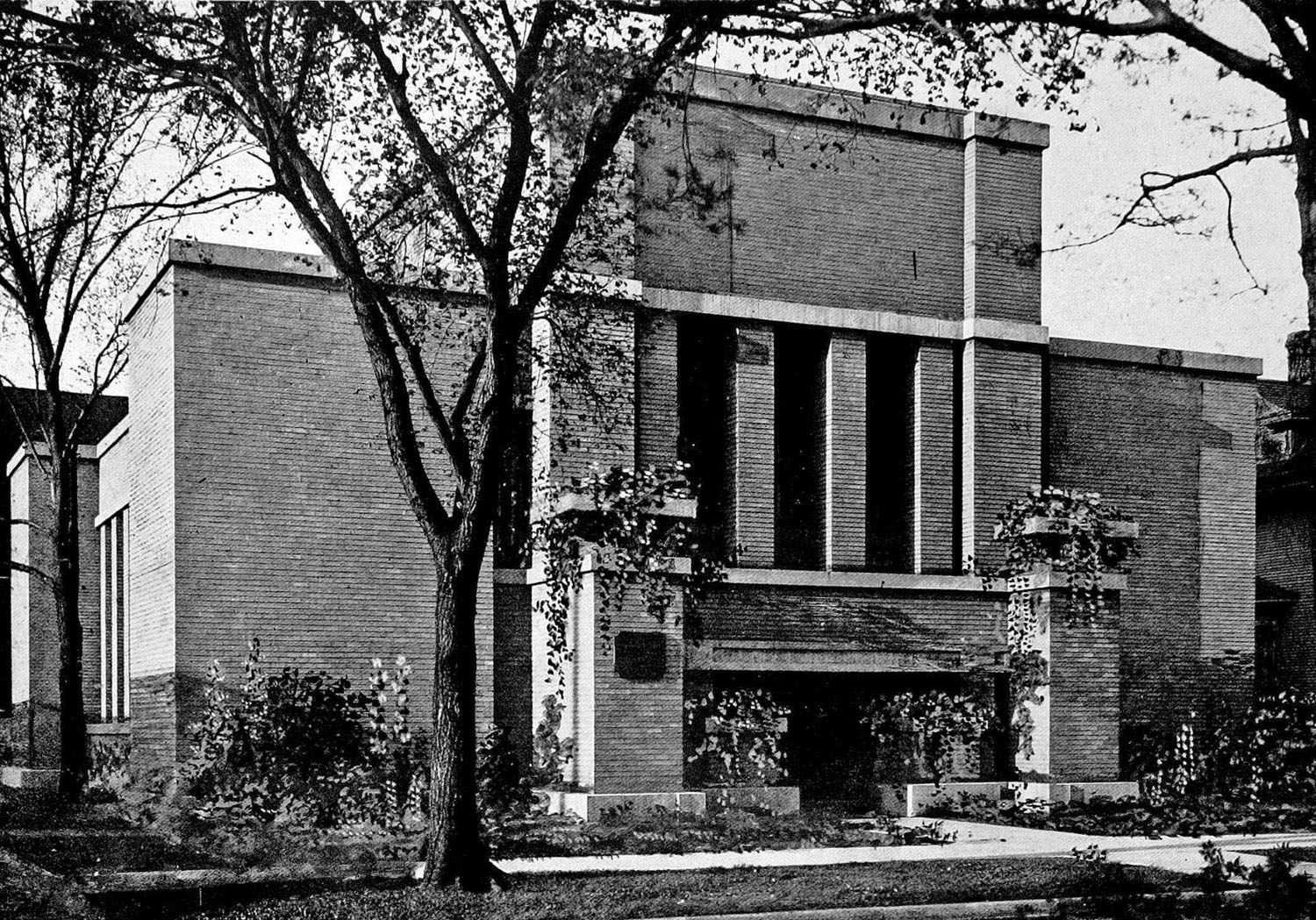